# Luuka Jones
Luuka Jones (ur. 18 października 1988 r. w Taurandze) – nowozelandzka kajakarka górska, srebrna medalistka igrzysk olimpijskich, brązowa medalistka mistrzostw świata.

## Igrzyska olimpijskie
Na igrzyskach olimpijskich zadebiutowała w 2008 roku w Pekinie, występując w zawodach jedynek kajakarek. W eliminacjach zajęła ostatnie, 21. miejsce. Cztery lata później w Londynie zdołała awansować do półfinału, zajmując w nim czternastą pozycję. W 2016 roku na igrzyskach olimpijskich w Rio de Janeiro zdobyła srebrny medal w jedynce, będąc jedną z dwóch uczestniczek, które nie dostały kary. Do zwyciężczyni, Hiszpanki Maialen Chourraut straciła 3,17 sekundy. Podczas igrzysk rozgrywanych w Tokio, zajęła 6. miejsce w przejeździe finałowym slalomu K-1 oraz 13. miejsce w półfinale C-1.